# Solea fulvomarginata
Solea fulvomarginata és un peix teleosti de la família dels soleids i de l'ordre dels pleuronectiformes que es troba a les costes de Sud-àfrica.